# Sayed Kashua
Sayed Kashua (in arabo سيد قشوع‎?; in ebraico סייד קשוע‎?; Tira, 31 luglio 1975) è uno scrittore e giornalista palestinese con cittadinanza israeliana.

## Biografia
Sayed Kashua è nato a Tira, nel Nord di Israele, da genitori palestinesi. A 15 anni è stato accettato all'Accademia israeliana per le arti e le scienze, riservata solo ai più dotati. Inoltre ha studiato sociologia e filosofia all'Università Ebraica di Gerusalemme. Ha vissuto a Beit Safafa prima di trasferirsi in un quartiere ebraico di Gerusalemme con la moglie e i figli.
Kashua è diventato famoso grazie ai suoi articoli umoristici sul quotidiano Haaretz, parlando molto dei problemi che gli arabi israeliani devono affrontare.
È anche autore della sitcom Arab Labor, che andava in onda su Channel 2, e che è perlopiù in lingua araba con sottotitoli in ebraico. Ha inoltre scritto tre romanzi, tutti in ebraico.
Nel 2014, in seguito agli scontri a cui è seguita l'Operazione Margine di protezione, è emigrato con la famiglia a Chicago, affermando che "La coesistenza tra ebrei e arabi ha fallito". Questa e altre sue affermazioni hanno suscitato molti dibattiti e polemiche nei media israeliani.

## Opere
- Arabi danzanti, trad. it. di Elena Loewenthal, Parma, Guanda, 2003
- E fu mattina, trad. it. di Elena Loewenthal, Guanda, 2005
- Due in uno, trad. it. di Elena Loewenthal, Vicenza, Neri Pozza, 2013
- Ultimi dispacci di vita palestinese in Israele, trad. it. di Elena Loewenthal, Vicenza, Neri Pozza, 2017
- La traccia dei mutamenti, trad. it. di Elena Loewenthal, Vicenza, Neri Pozza, 2019

## Premi e riconoscimenti
- Il romanzo Arabi danzanti ha vinto il Premio Grinzane Cavour per esordienti.
- Arab Labor ha vinto il premio per la miglior serie televisiva al Jerusalem Film Festival[4]
- Nel 2011 Kashua ha vinto il premio Bernstein per il romanzo Due in uno[5]